# Acción del 28 de junio de 1803
La Acción del 28 de junio de 1803 marcó los primeros disparos contra el bloqueo británico de Saint-Domingue tras el fracaso del Tratado de Amiens y el estallido de la guerra de la Tercera Coalición en mayo de 1803.
Una fragata pesada francesa y una corbeta, ambas parcialmente armadas y sin darse cuenta de la guerra recién iniciada, se encontraron con tres barcos de línea británicos de 74 cañones . La corbeta fue revisada y capturada, pero la fragata, que navegaba cerca de la costa, logró superar a su oponente y lanzar una andanada devastadora que la dejó fuera de combate.
La hazaña de una fragata que logró escapar de un navío de línea rindió grandes elogios a Willaumez, que había comandado la fragata. En 1819 se encargó un gran cuadro de Louis-Philippe Crépin para conmemorar el evento.

## Contexto
Francia había estado en paz con Gran Bretaña desde el Tratado de Amiens en 1801, lo que le permitió consolidar su dominio sobre sus colonias en el extranjero. Esto fue particularmente sensible en Saint-Domingue, donde la revolución haitiana se había desatado desde 1791. El primer cónsul Bonaparte ordenó la expedición de Saint-Domingue, bajo el mando del general Leclerc, para reducir las tendencias separatistas del general Toussaint Louverture . Mientras tanto, el Tratado de Amiens resultó ser un arreglo inadecuado de las diferencias franco-británicas; su aplicación por ambas partes se volvió errática y las tensiones crecieron. En mayo de 1803, Gran Bretaña declaró la guerra a Francia, poniendo en marcha la Guerra de la Tercera Coalición. A fines de junio, esta noticia aún no había llegado a la estación francesa de Saint-Domingue. El 27 de junio de 1803, la fragata de 40 cañones Poursuivante, al mando de Willaumez, partió de Les Cayes, con destino a Cabo Haitiano, en compañía de la corbeta de 16 cañones Mignonne, al mando del comandante Jean-Pierre barcaza.
Ninguno de los barcos estaba completamente armado o tripulado: Poursuivante, perforado para montar veinticuatro cañones largos de 24 libras en su batería y dieciséis cañones de 8 libras en sus castillos, llevaba solo 22 y 12 respectivamente y, más críticamente, tenía solo 25 disparos por cada arma y una tripulación de solo 150 hombres; Mignonne, que llevaba nominalmente dieciséis cañones largos de 18 libras, estaba equipado solo con doce cañones de 12 libras y un complemento de 80 hombres. Un convoy británico de 50 barcos navegaba frente a Môle-Saint-Nicolas bajo la escolta de tres barcos de línea de 74 cañones : eran el HMS Hercule, Cumberland y Goliath de 74 cañones, al mando del capitán Henry William Bayntun, el capitán Charles Brisbane y el capitán interino John B. Hills, respectivamente. En la madrugada del 28 de junio de 1803, las dos formaciones se vieron una a la otra.

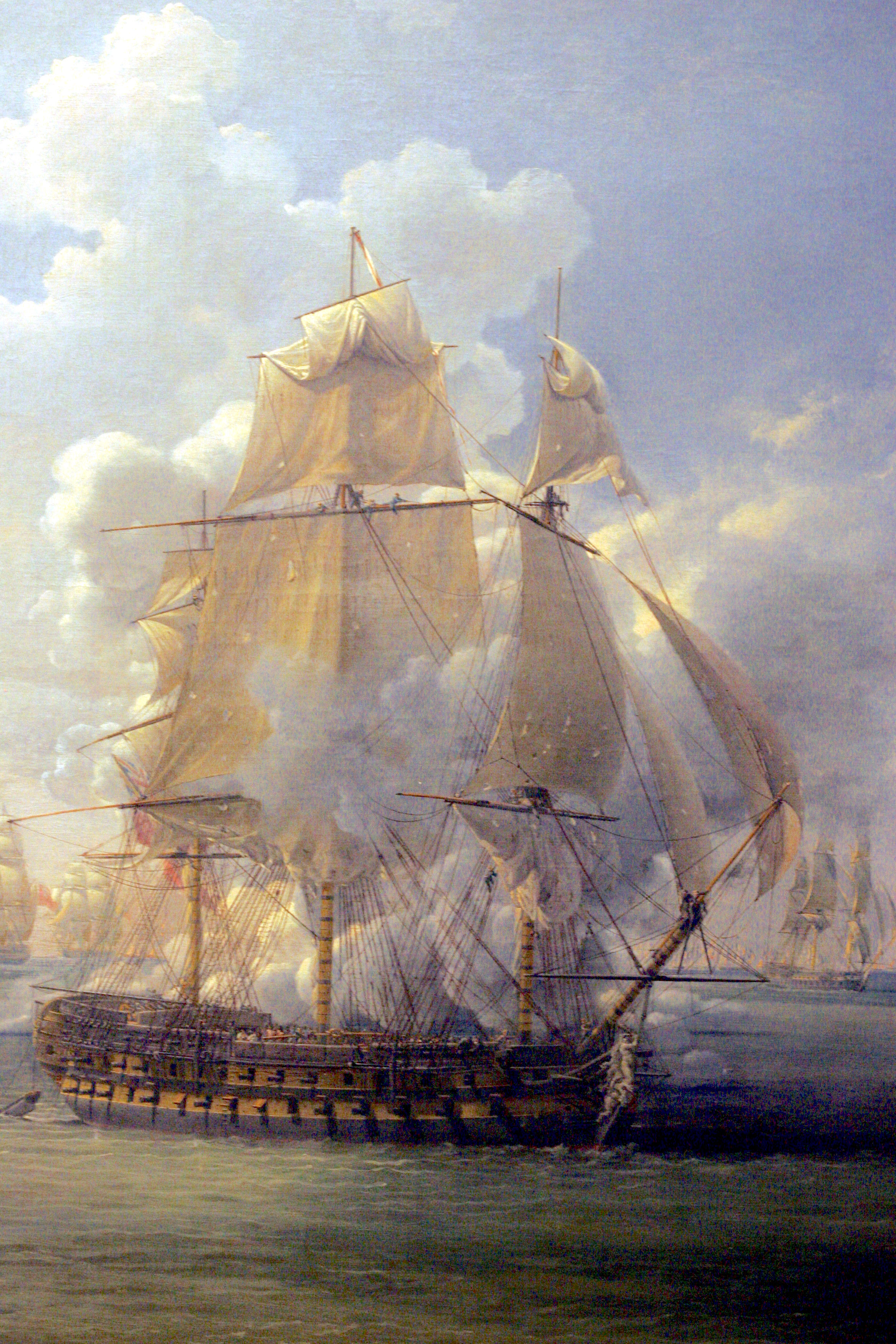
Detail from the Fight of the Poursuivante against the British ship Hercules, 28 June 1803: the 74-gun HMS Hercules. Louis-Philippe Crépin, 1819, Musée national de la Marine.

## Batalla

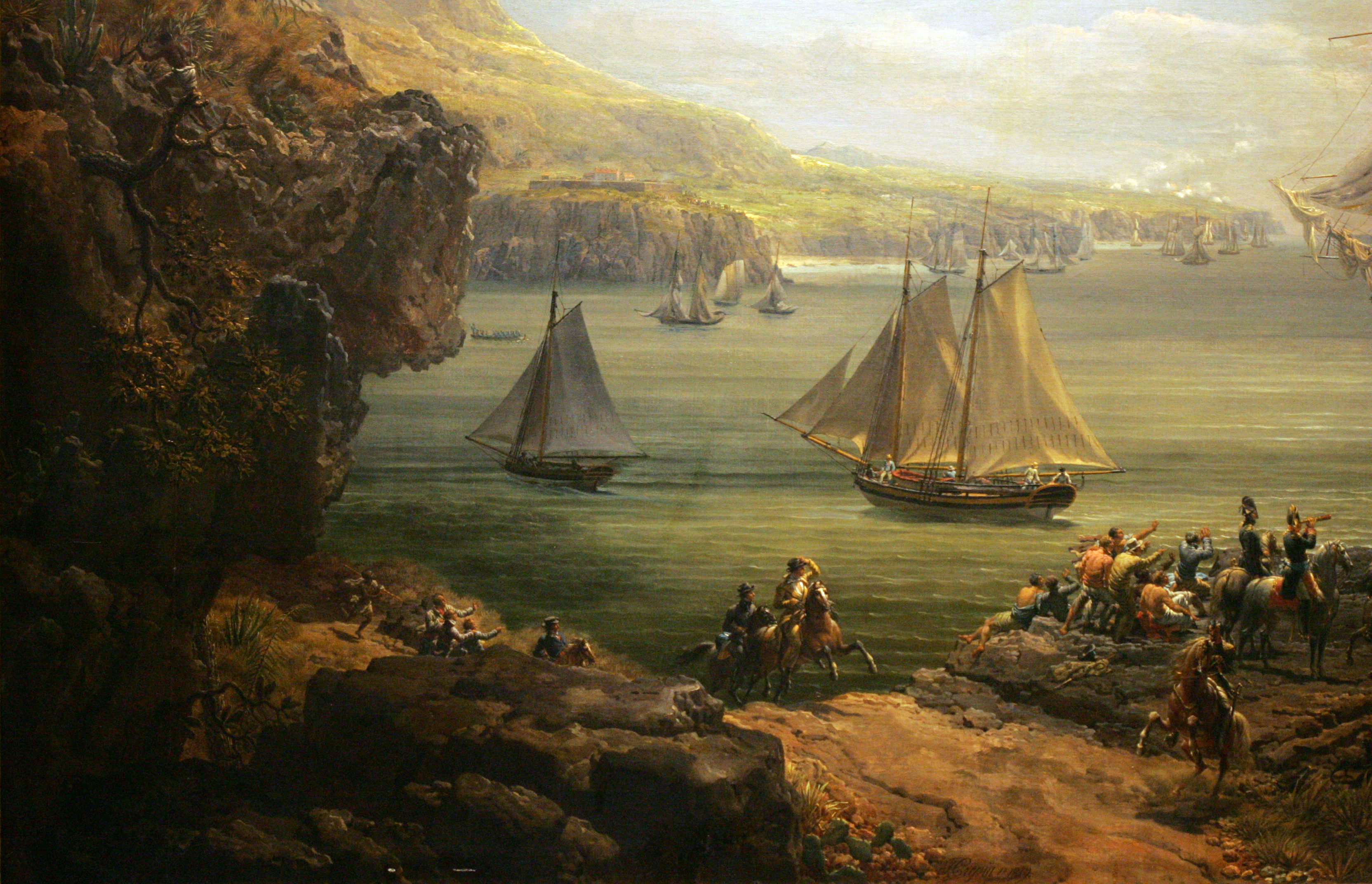
Detail from the Fight of the Poursuivante against the British ship Hercules, 28 June 1803: Onlookers cheering Poursuivante. Louis-Philippe Crépin, 1819, Musée national de la Marine.

Al ver dos velas extrañas en la costa, la escolta británica se separó para investigar y Willaumez pronto identificó los tres 74 como británicos. Ignorando el estallido de la guerra pero desconfiando de las intenciones de los británicos, Willaumez preparó una defensa en caso de ataque. A las ocho, el HMS Hercule de 74 cañones entró en el rango; después de señalar a los otros barcos de su división, izó la bandera británica, lo que llevó a Poursuivante a izar los colores franceses. Mientras tanto, Goliat perseguía a Mignonney aprovechando el viento del mar mientras la corbeta estaba en calma, la revisó rápidamente; después de algunos tiros simbólicos, Mignonne golpeó sus colores a su abrumador oponente.
A las nueve, Hércules disparó un tiro de bola a Poursuivante, iniciando la batalla. Cuando el Hércules se acercó a la orilla para enfrentarse, tenía cada vez menos agua debajo de la quilla y se encontró con vientos más ligeros y erráticos; aunque esto favorecía a la fragata menos profunda y más maniobrable, la Poursuivante carecía de municiones para responder enérgicamente al fuego del Hércules, y su tripulación disminuida no podía tripular sus baterías y manejar sus velas al mismo tiempo. Por otra parte, como tuvo que racionar el fuego, Poursuivante apuntó tiros cuidadosos que pronto causaron daños significativos en el aparejo de Hércules.
Después de dos horas de cañonazos mutuos, a las once, el viento amainó y ambos barcos casi se pararon repentinamente, siendo ahora su principal recurso de navegación las ráfagas de viento de la orilla. Aprovechando este cambio en el clima, Willaumez ordenó a sus artilleros que cesaran el fuego y ayudaran a maniobrar su fragata, llegando rápidamente a una posición para rastrillar al Hércules, solo luego disparando una andanada devastadora en su popa. El daño y la confusión en el Hércules fueron tales que, probablemente por temor a encallar, dejó de funcionar. Esto permitió Poursuivante para llegar a la seguridad de Môle-Saint-Nicolas, aclamado por la multitud y saludado por la artillería de los fuertes.

## Consecuencias
El aparejo de Hércules había sufrido considerablemente, pero solo tenía unos pocos heridos. Hills se vio obligado a retirarse con su barco a Jamaica para reparaciones; HMS Vanguard reemplazó a Hercule en el escuadrón de Bayntun. Aunque Mignonne sirvió brevemente en la Royal Navy , no hay constancia de que haya sido comisionada; encalló y fue condenado en 1804. Poursuivante tuvo diez hombres muertos y quince heridos, su casco había sufrido varios disparos y su aparejo estaba muy dañado. Como Cabo Haitiano carecía de recursos para reparar la fragata, Willaumez tuvo que navegar de regreso a Francia.
Después de que Willaumez partió y navegó por el sur de Cuba, una violenta ráfaga de viento desarmó al Poursuivante, lo que obligó a Willaumez a hacer una escala en el puerto de Baltimore para reparar su fragata. Cuando estuvo listo, partió de Chesapeake, evitó el bloqueo británico y cruzó el Atlántico, llegando a Rochefort el 28 de mayo de 1804. Allí, fue interceptado por un navío de línea británico, con el que luchó durante 30 minutos antes de rompiendo y encontrando refugio en Île-d'Aix. Poursuivante apenas volvió a navegar y se convirtió en un casco en junio de 1806. Willaumez había sido nombrado Caballero de la Orden de la Legión de Honor en febrero. Fue ascendido a Oficial en junio y felicitado por el ministro de Marina Decrès. En 1819 se encargó un gran cuadro de Louis-Philippe Crépin para conmemorar el acontecimiento; durante mucho tiempo decoró la oficina del Ministro de Marina, y ahora se encuentra en exhibición en el Museo Nacional de la Marina en París.
Môle-Saint-Nicolas, sería abandonado por las tropas francesas dirigidas por el general de Noilles, sorteando el bloqueo británico, el 4 de diciembre de 1803 rumbo a la por entonces ciudad española de La Habana.